# Örebro universitet
Örebro universitet er et statslig universitet i Örebro i Sverige.
Universitetet blev grundlagt i 1977 under navnet Högskolan i Örebro, som en fusion af flere institutioner, herunder den del af Uppsala Universitet, der var beliggende i Örebro. I 1999 fik institutionen status som universitet. I 2010 blev Örebro Universitet det sjette universitet med medicinuddannelse i Sverige.